# アレグザンダー・フッド (初代ブリッドポート子爵、1726-1814)
初代ブリッドポート子爵アレグザンダー・フッド（英: Alexander Hood, 1st Viscount Bridport、1726年12月2日 - 1814年5月2日）は、イギリスの海軍軍人。バス勲章勲爵士（KB）。最終階級は海軍大将。同じく海軍軍人の初代フッド子爵サミュエル・フッドの弟。
フランス革命戦争中の1795年から1800年まで海峡艦隊の司令を務めていたが、在任中にスピットヘッドとノアの反乱が発生した。

## 経歴
1726年12月2日、サマセット州バトリーの教区牧師であったサミュエル・フッドと妻メアリーの間に次男として生まれた。
1741年1月にイギリス海軍へ入り、1746年12月2日に6等艦「ブリッジウォーター」の海尉に任命される。その後1756年3月23日のスループ「マーリン」の海尉艦長を経て、1756年6月10日に2等艦「プリンス」の勅任艦長へ昇進。「プリンス」はチャールズ・ソーンダース少将指揮する艦隊の旗艦であり、フッドは旗艦艦長として地中海で軍務に就いた。

### 七年戦争・アメリカ独立戦争への従軍
帰国後は5等艦「ミナーヴァ」を与えられ、サー・エドワード・ホーク麾下となった。七年戦争中に起きたキブロン湾の海戦（1759年11月20日）においても「ミナーヴァ」を率いて戦ったほか、1761年1月24日にはビスケー湾で4等艦「ウォリック」（1756年にフランス海軍によって捕獲されていた）を激戦の末奪還している。同年9月に乗艦を3等艦「アフリカ」へ替え、終戦まで再度地中海勤務となった。

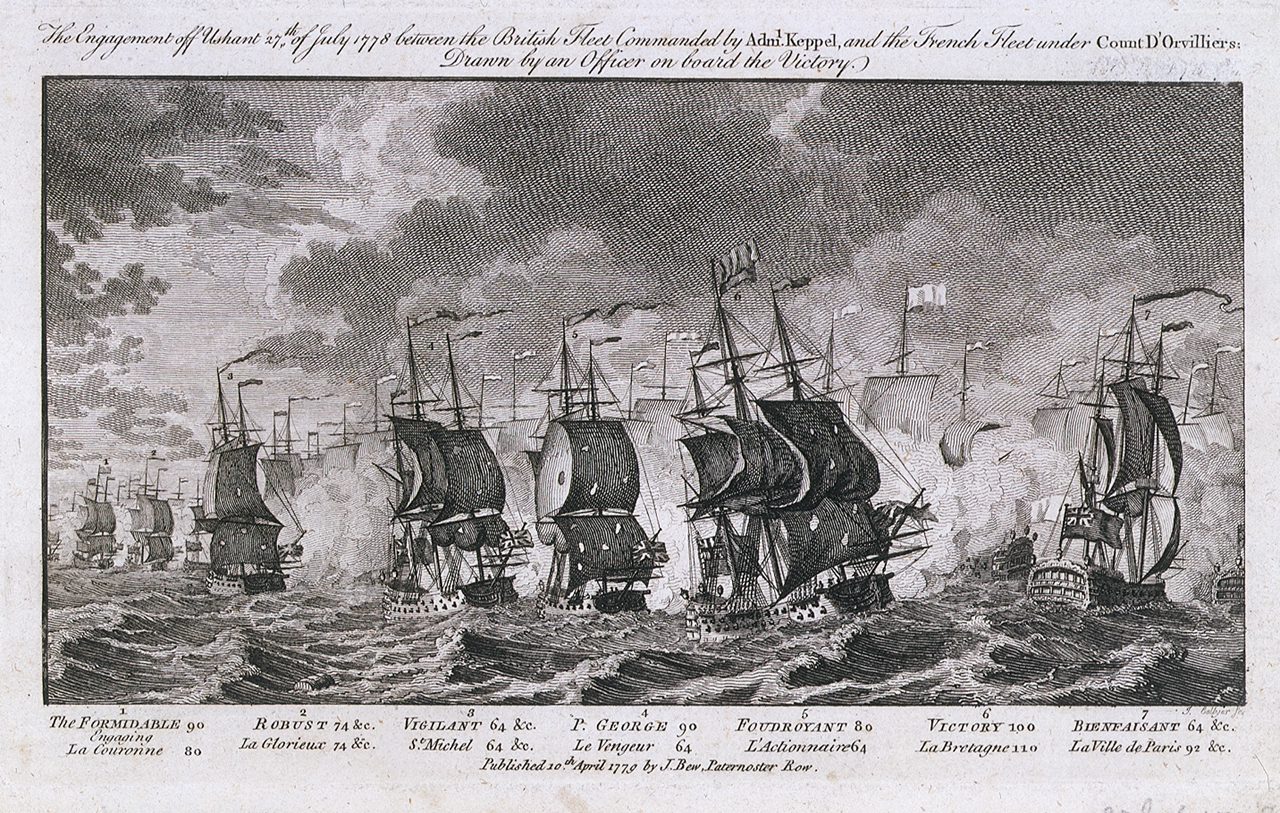
第一次ウェサン島の海戦を描いた絵。キャプションに「74門艦ロバスト（Robust 74）」の記述がある

1763年12月にヨット「キャサリン」の艦長に任命された一方、ソーンダースの後任として1766年9月23日からはグリニッジ病院の収入役という陸のポストも得た。アメリカ独立戦争中の1777年に3等艦「ロバスト」へ移り、オーガスタス・ケッペル大将の下で第一次ウェサン島の海戦（1778年7月27日）を戦った。この戦いは艦隊司令ケッペルの不適切な戦闘指揮と戦隊司令サー・ヒュー・パリサー中将の命令不服従によって大きな戦果が挙げられず政争に発展、責任の所在を巡って軍法会議が開かれる事態になった。フッドはパリサー指揮する後衛戦隊に所属していたが、ケッペルの軍法会議に証拠として改竄した航海日誌を提出していたことが明らかになり大きな批判を受けた。軍法会議後にフッドは「ロバスト」艦長を辞任し、「キャサリン」へ戻った。
1780年9月26日に白色艦隊少将へ昇進（同日付で兄サミュエル・フッドも青色艦隊少将となっている）。
1782年9月に3年にわたる包囲を受けていたジブラルタル要塞を救援するため海峡艦隊が派遣されることになり、フッドはリチャード・ケンペンフェルト少将の死去を受けて司令官第4代ハウ子爵リチャード・ハウの幕僚の一人となった。遠征では2等艦「クイーン」に座乗し、スパルテル岬の海戦（1782年10月20日）においてもハウ卿の下で分隊を率いた。
1787年9月24日に兄と同時に青色艦隊中将へ昇進、翌1788年5月7日にバス勲章を受勲した。1790年にスペインとの間で発生したヌートカ湾危機の際には、ポーツマス海軍基地に集結した艦隊の第四司令として短期間ながら将旗を掲げた。

### フランス革命戦争

「栄光の6月1日」における英仏両艦隊の布陣。イギリス艦隊（赤）の東から4隻目がフッドの旗艦「ロイヤル・ジョージ」

フランス革命戦争が1793年に勃発すると、フッドは海峡艦隊司令に再任したハウ卿の副司令に任じられた。1等艦「ロイヤル・ジョージ」に乗艦して洋上勤務に復帰し、1794年の栄光の6月1日においてはハウ艦隊の第三司令として後衛戦隊を率いて勝利に貢献した。
同年11月14日に論功行賞としてアイルランド貴族の「クリケット・セント・トマスのブリッドポート男爵」に叙された。

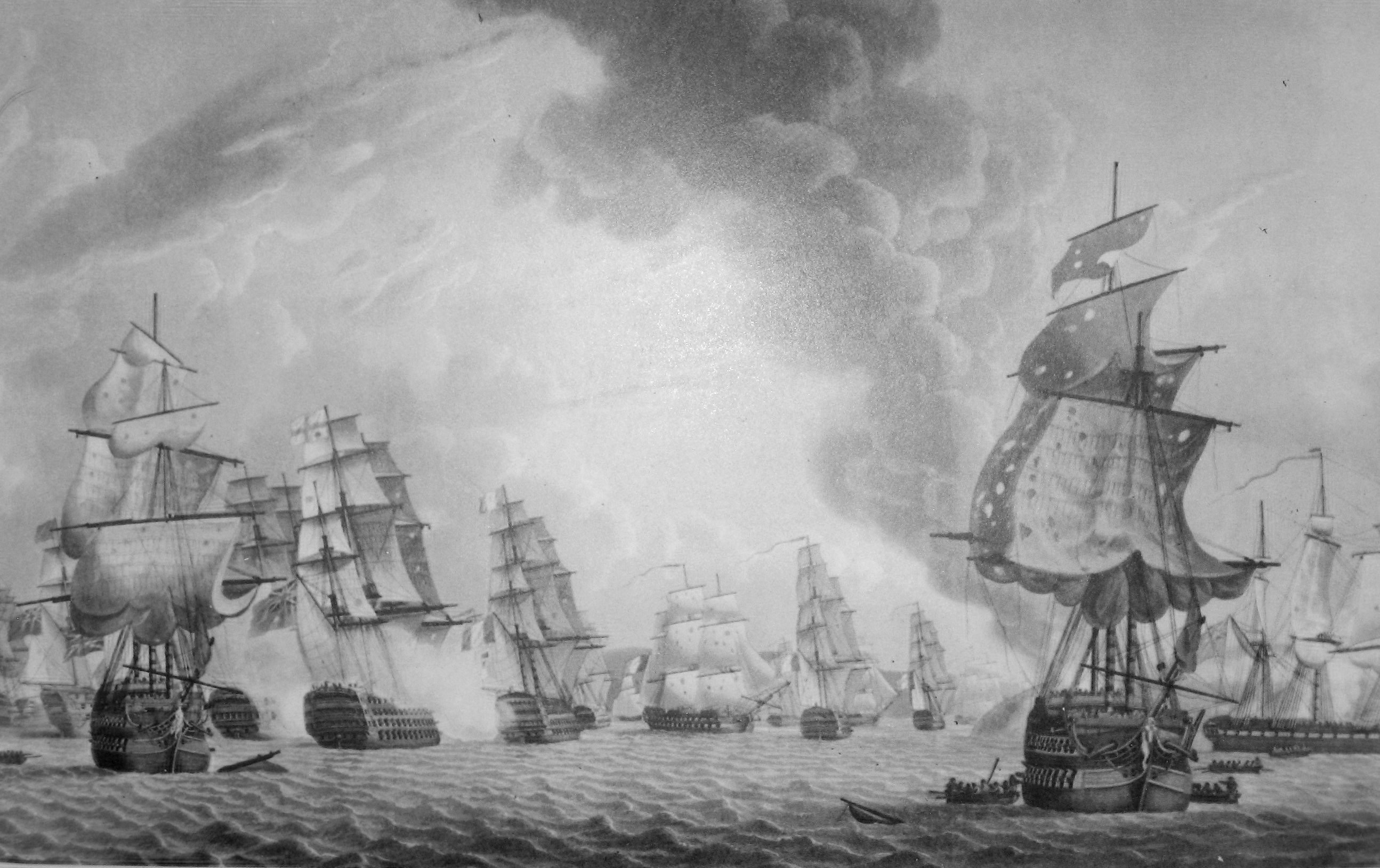
グロワ島の海戦

ハウ卿の引退後には代わって海峡艦隊の司令となった。グロワ島の海戦（1795年6月23日）ではフランス艦隊を破って3隻の戦列艦を捕獲することに成功し、海軍内では撤退命令が早すぎて決定的な勝利を逃したのではないかと批判されたものの、世間では偉大な勝利と讃えられた。
1796年5月31日にはグレートブリテン貴族の「カウンティ・オヴ・サマセットにおけるクリケット・セント・トマスのブリッドポート男爵」を授けられた。
1796年から1797年にかけてブリッドポート卿は2等艦「ロンドン」から戦争の指揮を執り、1797年のフランスのアイルランド遠征に際しては将旗を掲げてブレストのフランス艦隊を牽制した。また同年にはスピットヘッドに停泊していた海峡艦隊で、水兵が待遇改善を求めて反乱を起こした（スピットヘッドの反乱）。当初彼が水兵たちとの交渉に当たったものの決裂し、ハウ卿の仲裁によって解決した。その後、戦局の推移もあってブレストもより厳重に海上封鎖されることになり、ブリッドポート卿が海峡艦隊を直卒して封鎖任務にあたった。

### 退役後
ブリッドポート卿は1800年に退役した。同年、グレートブリテン貴族「カウンティ・オヴ・サマセットにおけるクリケット・セント・トマスのブリッドポート子爵」へ陞叙された。
1814年5月2日に死去した。2度結婚していたが子供がいなかったため、グレートブリテン貴族のブリッドポート男爵およびブリッドポート子爵は断絶した。一方アイルランド貴族のブリッドポート男爵は大甥（兄サミュエルの息子の次男）のサミュエルへの相続を認める特別規定（Special Remainder）が付されており、これに従ってサミュエルが第2代男爵となった。
また彼は1784年から1790年までサマセット州ブリッジウォーター選挙区選出の、1790年から1796年に叙爵により貴族院議員となるまではバッキンガムシャー州バッキンガム選挙区選出の庶民院議員を務めていた。議会でも海軍に関心を持っており、またウィリアム・ピット (小ピット) を支持していたようであるが、議事録では兄と混同されているため正確な発言数は不明である。

## 栄典

### 爵位

提督をはじめとするフッド家の紋章。

1794年11月17日に以下の爵位を新規に叙された。
- 初代ブリッドポート男爵(1st Baron Bridport)
（勅許状によるアイルランド貴族爵位、又甥及び叔父への特別継承権付）

1796年6月13日に以下の爵位を新規に叙された。
- 初代カウンティ・オヴ・サマセットにおけるクリケット・セント・トマスのブリッドポート男爵
(1st Baron Bridport, of Cricket St Thomas in the County of Somerset)
（勅許状によるグレートブリテン貴族爵位）

1800年6月16日に以下の爵位を新規に叙された。
- 初代カウンティ・オヴ・サマセットにおけるクリケット・セント・トマスのブリッドポート子爵
(1st Viscount Bridport, of Cricket St Thomas in the County of Somerset)
（勅許状によるグレートブリテン貴族爵位）

### 勲章
- - バス勲章（1788年）[11]

## 私生活
1761年にマリア・ウェスト（Maria West、1786年没、リチャード・ウェストの娘）と結婚した。マリア夫人と1786年に死別したのち、1788年にマリア・ソフィア・ブレイ（Maria Sophia Bray、1746年 - 1831年）と再婚した。